# Piper cirratum
Piper cirratum är en pepparväxtart som beskrevs av William Trelease. Piper cirratum ingår i släktet Piper och familjen pepparväxter. Inga underarter finns listade i Catalogue of Life.